# 蒙古タンメン中本
蒙古タンメン中本（もうこタンメンなかもと）は、東京都板橋区に本店を構えるラーメンチェーン店。
タンメンなどの激辛メニューで人気店となり、その味を再現したカップ麺も人気商品となった。

## 沿革
蒙古タンメン中本の前身、中国料理中本（ちゅうごくりょうりなかもと）は1968年9月、板橋区に開店した。創業者は中本正（1937-2014）で、屋号は創業者の姓を取ったものである。創業当初から中本は辛い料理を追求し、他店にはあまり見られないメニューを作り上げた。1998年12月に中本の健康上の理由により一旦は閉店となった。
中本の味に惚れ込んで、20年間も通い続けた常連客の白根誠は中国料理中本を継ぐことを熱望し、中本のもとで修行を始めた。そして2000年、中国料理中本は蒙古タンメン中本として再開した。現在は白根の経営する株式会社誠フードサービスが各店舗を運営している。誠フードサービスの本社は、2020年に豊島区から新座市へ移転している。
2008年頃からセブン&アイ・ホールディングスとの連携を強めており、同年11月に日清食品製造の「蒙古タンメン中本」ブランドのカップラーメンを発売したのを皮切りに、同ブランドのチルド麺・丼弁当などが同社傘下のセブン-イレブン、イトーヨーカドー等の店舗限定で全国発売している。なおカップ麺については、店で提供するメニューに比べるとやや辛さを抑えて辛さに慣れていない人でも食べられるようになっており、別添の辛味オイルを加えることで店鋪メニューのような辛さを味わえるようになっている。「辛くてこってり」した味が好評で、冬場は有名店のカップ麺の中でも特に人気がある。2021年にねとらぼが実施した「あなたが大好きな名店コラボ系カップ麺」アンケートでは、投票全体の43.3%という高い得票を得て1位となった。

## 店舗

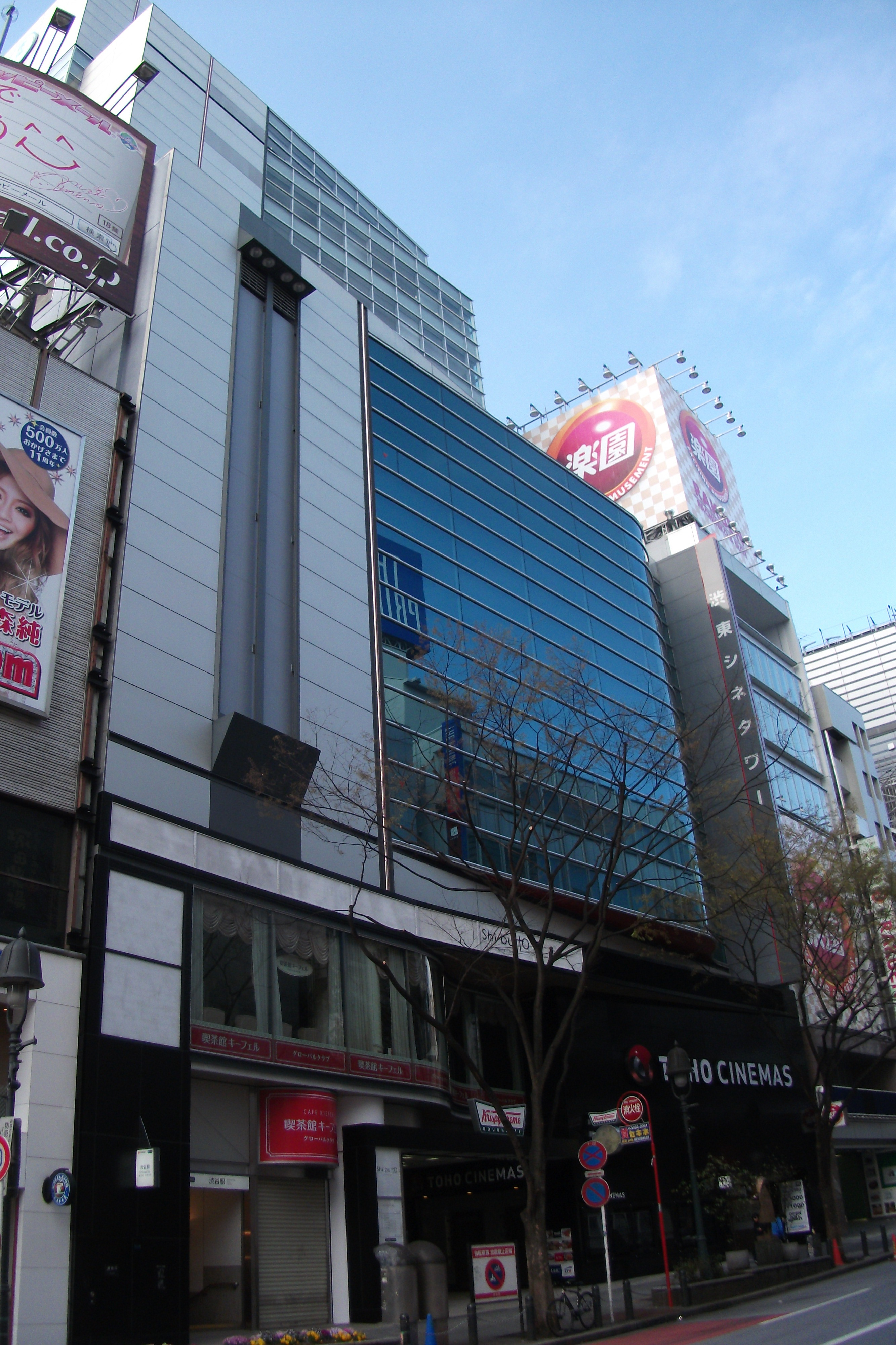
渋谷店が入居する渋東シネタワービル（ビル内に映画館「TOHOシネマズ渋谷」がある）

2025年4月現在、29店舗を運営している。詳細は店舗一覧 参照

### 過去に存在した店舗
- 高円寺店（杉並区高円寺南）※2013年12月閉店
- 蒲田店（大田区蒲田）★　※2014年8月閉店
- 亀戸店（江東区亀戸）★　※2019年3月閉店 → 錦糸町に移転
- 品川店（品達内）※2020年3月 品達終了につき閉店
- 西池袋店（豊島区西池袋） ※2022年12月閉店
- 横浜関内店（横浜市中区）※店舗設備に不備があったため、出店中止

## 特徴

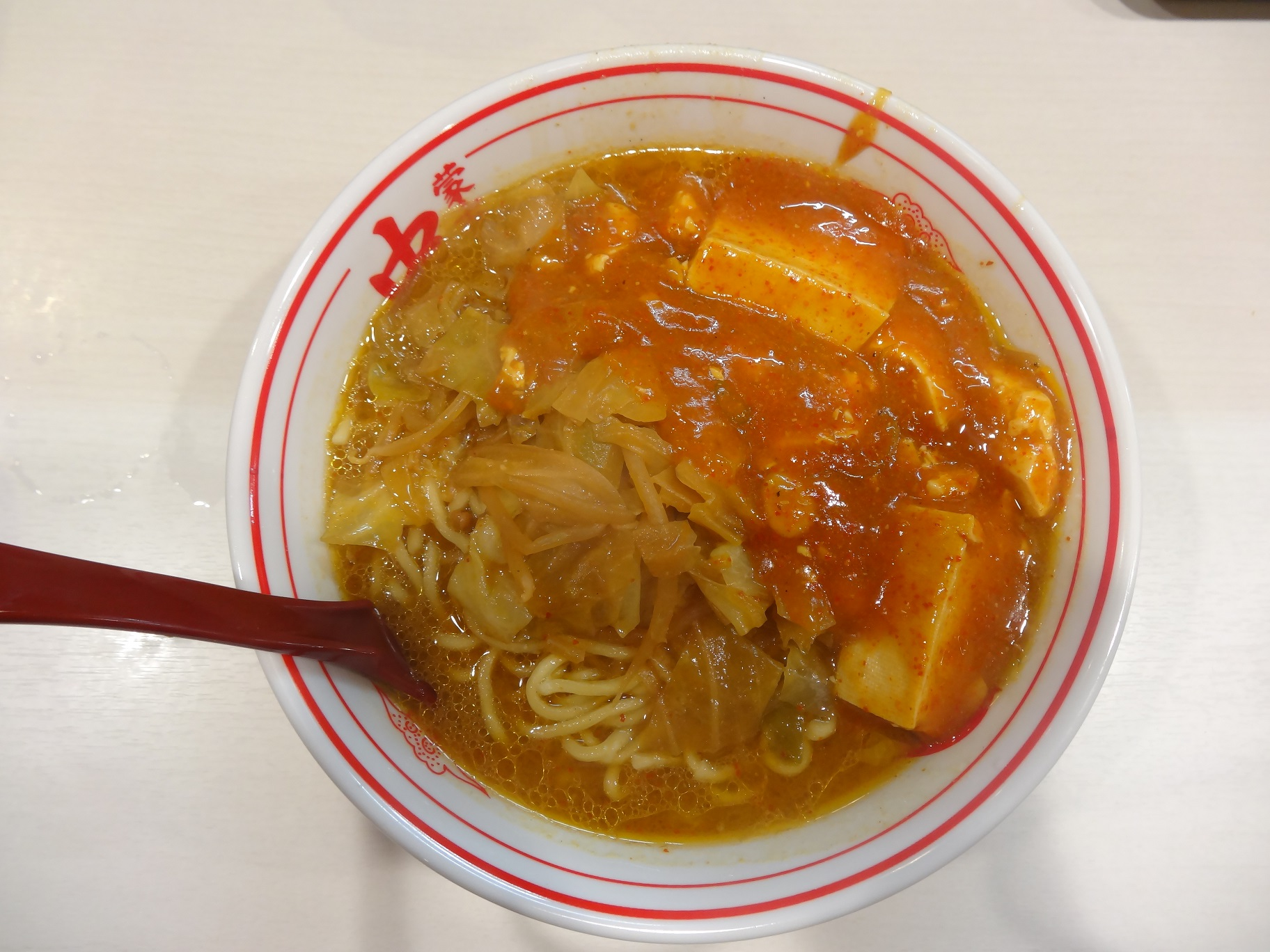
蒙古タンメン

特徴は濃いめの味噌を基調として一味唐辛子を大量に加えた激辛スープと太い麺、及び他店にはあまり見られないメニュー名にある。前述の通りメニューの大半は辛い料理だが、辛いものが苦手な人や家族連れで来店した際に同伴の小さな子でも安心して食べられるように、全く辛くないメニューも存在する。それらの辛くないメニューは『非辛』と呼ばれるが、その多くが注文を受けてからスープや具材を調理する『都度調理』品であり、味のつけ方や加熱具合などが調理を担当する人によって異なることから、日頃辛いメニューを好む常連客にも愛されている。一方で『仕込調理』品に数えられるのはよく知られている「味噌タンメン」「蒙古タンメン」「北極ラーメン」「冷し味噌ラーメン」などである。だからといってセントラルキッチン方式を採用している訳ではないので、店舗ごとによって味が異なってくる場合もある。その証左に2020年10月5日から11月16日まで開催されたイベント『華麗なるカレー祭り』において、通常は新宿店のみで定番販売しているインド丼（カレーライス）を錦糸町、川越、橋本の各店でも販売したところ、各店で辛さが異なるという事態になったとファンサイトで掲載された。
なお「北極ラーメン」「冷し味噌ラーメン」等の極度に辛いメニューには「初めての方はご注意ください」と警告文が併記されている。その一方で慣れた人向けに北極は10倍まで、冷し味噌は5倍まで辛さを上げることもできる。限られた店舗では辛さ抑えめも可能。
各店舗の内外装は唐辛子の色である赤を基調としてまとめられている。
漫画『ラーメン大好き小泉さん』（鳴見なる、竹書房『まんがライフSTORIA』）でも取り上げられ、同作を原作にしたテレビドラマやテレビアニメでも実名で登場し、アニメでは代表の白根が本人役で出演した。またアニメのエンディングテーマを歌う西沢幸奏の『LOVE MEN HOLIC』のミュージックビデオにも白根が登場した。

## モンゴルとの関係
2011年2月13日の東京新聞の記事では、白根誠が「寒い土地では辛いものを食べるんじゃないかというイメージで先代がつけた名前。モンゴルとは全然関係ないよ!」と、蒙古タンメン中本とモンゴル国の関連性を否定している。中華餡と麻婆がかかった中国丼（本店のみ）、麻婆豆腐丼に該当する樺太丼や樺太ラーメン、激辛麺の北極といったメニューもある。